# Vorona (Romania)
Vorona è un comune della Romania di 8 097 abitanti, ubicato nel distretto di Botoșani, nella regione storica della Moldavia.
Il comune è formato dall'unione di sei villaggi: Icușeni, Joldești, Poiana, Vorona, Vorona Mare, Vorona-Teodoru.